# IJslandse presidentsverkiezingen 2016
De IJslandse presidentsverkiezingen van 2016 werden gehouden op zaterdag 25 juni 2016.

## Kandidaten
Op 1 januari 2016 gaf president Ólafur Ragnar Grímsson in zijn nieuwjaarstoespraak aan zich niet verkiesbaar te zullen stellen voor een zesde mandaat. Grímsson was staatshoofd sedert 1996 en was de langst zittende president in de IJslandse geschiedenis. Echter, na de val van premier Sigmundur Davíð Gunnlaugsson door zijn betrokkenheid bij de Panama Papers, kondigde hij aan zich toch voor een zesde mandaat kandidaat te stellen. Op 9 mei gaf de president echter aan toch af te zien van deelname. De kandidaten waren:
- Ástþór Magnússon: zakenman en vredesactivist die reeds in 1996 en 2004 deelnam aan de presidentsverkiezingen
- Guðni Thorlacius Jóhannesson: auteur en historicus
- Elísabet Jökulsdóttir: auteur
- Sturla Jónsson: vrachtwagenchauffeur en protestkandidaat
- Davíð Oddsson: voormalig premier van IJsland
- Guðrún Margrét Pálsdóttir: verpleegkundige
- Andri Snær Magnason: auteur en milieurechtenactivist
- Hildur Þórðardóttir: arts
- Halla Tómasdóttir: ondernemer

## Uitslag
| Kandidaat                    | Stemmen | Percentage |
| ---------------------------- | ------- | ---------- |
| Guðni Thorlacius Jóhannesson | 71.356  | 38,49 %    |
| Halla Tómasdóttir            | 50.995  | 27,51 %    |
| Andri Snær Magnason          | 26.037  | 14,04 %    |
| Davíð Oddsson                | 25.108  | 13,54 %    |
| Sturla Jónsson               | 6.446   | 3.48 %     |
| Elísabet Jökulsdóttir        | 1.280   | 0,69 %     |
| Ástþór Magnússon             | 615     | 0,33 %     |
| Guðrún Margrét Pálsdóttir    | 447     | 0,26 %     |
| Hildur Þórðardóttir          | 294     | 0,16 %     |
| Totaal (opkomst: 75,70 %)    | 185.390 | 100 %      |